# Xestia praecipuina
Xestia praecipuina är en fjärilsart som beskrevs av Rothschild 1914. Xestia praecipuina ingår i släktet Xestia och familjen nattflyn. Inga underarter finns listade i Catalogue of Life.